# سیاه‌مرغ شانه‌سرخ
سیاه‌مرغ شانه‌سرخ (نام علمی: Agelaius assimilis) نام یک گونه از سرده سیاه‌مرغ‌های معمولی آمریکایی است.